# نيستور غونزاليس
نيستور غونزاليس (بالإسبانية: Nestor González)‏ هو مصارع رياضي أرجنتيني، ولد في 25 سبتمبر 1937.

## وصلات خارجية
- نيستور غونزاليس على موقع أوليمبيديا (الإنجليزية)